# Tüttendorf
Tüttendorf er en kommune og en by i det nordlige Tyskland, beliggende i Amt Dänischer Wohld i den nordøstlige del af Kreis Rendsborg-Egernførde. Kreis Rendsborg-Egernførde ligger i den centrale del af delstaten Slesvig-Holsten.

## Geografi
Ud over Tüttendorf ligger Blickstedt, Wulfshagenerhütten, Wulfshagen, Holand, Heidholm, Mannhagen, Mischenmoor og Eckholz i kommunen. Tüttendorf ligger på halvøen Jernved ved Bundesstraße 76 mellem Kiel og Egernførde.